# Humboldt (Illinois)
Humboldt – wieś w Stanach Zjednoczonych, w stanie Illinois, w hrabstwie Coles.